# Xã Holland, Quận Dickinson, Kansas
Xã Holland (tiếng Anh: Holland Township) là một xã thuộc quận Dickinson, tiểu bang Kansas, Hoa Kỳ. Năm 2010, dân số của xã này là 118 người.